# Lycianthes schizocalyx
Lycianthes schizocalyx là loài thực vật có hoa trong họ Cà. Loài này được (Merr.) Bitter mô tả khoa học đầu tiên năm 1919.